# Cătămărești
Cătămărești – wieś w Rumunii, w okręgu Botoszany, w gminie Mihai Eminescu. W 2011 roku liczyła 577 mieszkańców.